# John Baptiste Ford

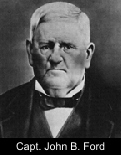
Capitão John B. Ford

John Baptiste Ford (17 de novembro de 1811 - 1º de maio de 1903) foi um capitão, industrial americano e fundador da Pittsburgh Plate Glass Company, agora conhecida como PPG Industries, com sede em Pittsburgh, Pensilvânia, Estados Unidos.

## Morte
John Ford morreu em sua casa em Tarentum, Pensilvânia, em 1903. Ele está enterrado no cemitério de Allegheny, em Pittsburgh. A cidade de Ford City, Pensilvânia, é nomeada em sua homenagem.